# Монастириський обласний музей лемківської культури
Музейний комплекс «Лемківське село» — музей у місті Монастириська Тернопільської області.

## Історія створення музею
Починаючи з 1994 р., активістами «Товариства лемків Тернопільщини» вівся збір серед краян предметів побуту, народних костюмів, церковних книг, ікон і господарського реманенту для створення музейного комплексу «Лемківське село». Після передачі будинку по вул. Шевченка, 59 (колишня «Електровня») на баланс товариства «Лемківшина», власними коштами було зроблено капітальний ремонт будинку.
У 3 листопада 1996 р. було офіційно відкрито музей, в якому налічувалося близько 500 експонатів. Зараз у музеї виставлено близько 2 тис. предметів, а його фонди постійно поповнюються.